# Sorry Not Sorry (Сімпсони)
«Sorry Not Sorry» (укр. «Шкода — не шкода») — дев'ята серія тридцять другого сезону мультсеріалу «Сімпсони», прем'єра якої відбулась 6 грудня 2020 року у США на телеканалі «Fox».

## Сюжет
На даху будинку Сімпсонів Гомер і Ліса спостерігають за зірками. Ліса засмучена через те, що сталося в школі з міс Гувер і переповідає батьку про це…
Минулого тижня Ліса пояснювала сім'ї, як вона побудувала модель для свого шкільного проєкту «Хто вас надихає?». Це Земля, оточена супутниками. Дівчинка натхненна Ґледіс Вест, математикинею, робота якої допомогла створити GPS.
Коли у школі діти починають презентувати свої проєкти, Ліса презентує це репом, доповіддю і статуеткою з макаронів. Однак, міс Гувер, ставить їй та решті класу оцінку «B» (з новим навчальним планшетом легше всіх оцінити однаково). Обурена Ліса називає вчительку бездарною халтурницею, за що та відправляє дівчинку до кімнати покарань, де від хуліганів її захищає Барт.
Вдома Мардж спонукає Лісу вибачитися перед вчителькою. Наступного дня міс Гувер дещо тисне на Лісу, через що вона відмовляється вибачатися, за що її знову відправляють до кімнати покарань. Барт радить сестрі замість «вибачте» сказати «виплачте» (укр. «soggy»), переконуючи, що ніхто не почує різницю.
Наступного дня Ліса «виплачається» перед міс Гувер, але вчителька почула це правильно і відправляє дівчинку до подвійного арешту.
На пропозицію Мардж Ліса йде до Спрінґфілдського освітнього центру, щоб навчитися «щиро» вибачатися. Тамтешній консультант, завгосп Віллі, пропонує їй пройти милю по життю людини, перед якою потрібно вибачитися, щоб зрозуміти її. Ліса починає слідкувати за міс Гувер і дізнається, що у вчительки важкі проблеми зі спиною, які, зрештою, і заважають їй нормально проводити уроки в школі. Щоб полегшити біль вчительки, Ліса купує їй ортопедичне крісло на кошти, які вона збирала на Єльський університет. Міс Гувер приймає подарунок, однак не приймає вибачень Ліси, навчаючи її уроку про пізні вибачення…
Повернувшись у сьогодення у школи, коли міс Гувер знаходить у кріслі функцію масажу, то врешті-решт приймає вибачення Ліси. Вона ставить Лісі «B+» за її проєкт (і з радості кладе такий же бал і Ральфу).
У фінальній сцені вдома Барт продовжує говорити свої фальшиві вибачення Гомерові, але той швидко все розуміє.

## Виробництво
Сценаристка серії Нелл Сковелл встановила новий рекорд як з найбільшою перервою як сценарист. Попередня (і єдина до того часу) серія Сковелл — 11 серія 2 сезону «One Fish, Two Fish, Blowfish, Blue Fish», що вийшла 1991 року, за 30 років до виходу цієї серії. Попередній рекорд було встановлено Девідом Міркіним у серії 26 сезону «The Man Who Came to Be Dinner».

## Цікаві факти та культурні відсилання
- Сцена під час першого покарання Ліси містить відсилання до фільму «Хороший, поганий, злий»[2].
  - Група учнів «Мерзенні семирічні» (англ. «The Magnificent Seven-Year-Olds») — відсилання до фільму «Мерзенна вісімка» (англ. «The Magnificent Eight»)[2].
- Ленні згадує фільм «Народження зірки» 2018 року з Леді Гагою та інші версії фільму[2].
- У фінальній сцені Гомер грає роль Снупі, який мріє стати льотчиком-асом Першої світової війни та переслідувати Червоного Барона[2].
  - Сцена з падінням будки-літака є відсиланням до фільму «1917» 2019 року[3].

## Ставлення критиків і глядачів
Під час прем'єри серію переглянули 1,66 млн осіб з рейтингом 0.6, що зробило її найпопулярнішим шоу на каналі «Fox» тієї ночі.
Тоні Сокол з «Den of Geek» дав серії чотири з половиною з п'яти зірок, сказавши:
|  | Це дуже втішна серія. Вибачення Ліси працюють, тому що вони заслужені, хоча ми завжди знаємо, що це станеться, вони ефективно знімають напругу… Порівняно з Лісою всі ― халтурники, вона надто успішна… Однак її цинізм перекриває цей епізод. |

Водночас, Джессі Берета із сайту «Bubbleblabber» оцінив серію на 7/10, сказавши, що «це не одна із найяскравіших серій сезону, але вона все одно був свіжою і кинула виклик статус-кво, в який серіал потрапив останніми роками… Це була продумана історія, яка змінила дрібниці, ставши веселою й унікальною».
Згідно з голосуванням на сайті The NoHomers Club більшість фанатів оцінили серію на 2/5 і 3/5 із середньою оцінкою 2,55/5.